# Luis Sarmiento
Luis Sarmiento Hernández (ur. 7 października 1971) – kubański zapaśnik w stylu klasycznym. Olimpijczyk z Atlanty 1996; gdzie zajął szóste miejsce w wadze do 57 kg. Trzykrotny uczestnik Mistrzostw Świata z 1993,1994 1997 roku. Dwukrotny złoty (1993,98) i srebrny (1984,94) medalista Mistrzostw Panamerykańskich. Triumfator Pucharu Świata w 1990 i 1996.